# Dice
Dice  (em grego clássico: Δίκη; romaniz.: Dike), na mitologia grega, é a personificação da justiça e corresponde, na mitologia romana, à Iustitia, vingadora das violações da lei. 
Assim como Eunomia e Irene, Dice era uma das Horas, filhas de Zeus e Têmis. Dice vigiava os atos dos homens e queixava-se a Zeus, quando um juiz violava a justiça; não só procurava punir a injustiça como também de recompensar a virtude. Era a mãe Hesíquia, a tranquilidade da consciência. 
Com a mão direita, levava uma espada (simbolizando a força, elemento considerado inseparável do direito) e, na mão esquerda, segurava uma balança de pratos (representando a igualdade buscada pelo direito), sem que o fiel estivesse equilibrado, na horizontal, pois o fiel só fica perfeitamente equilibrado após a realização da justiça ou da isonomia (do gregoantigo ἴσος, isos: 'igual' + νόμος, nómos: 'o que cabe por partição'). Note-se que, nesta acepção, para os antigos gregos, o justo (aquilo que é de direito) era identificado com o igual.
Dice é representada descalça e com os olhos bem abertos (metaforizando a sua busca pela verdade), enquanto a Iustitia romana era representada de olhos vendados, empunhando uma espada e uma balança.